# Lex lata
Lex lata o de lege lata és una locució llatina que significa 'la llei tal com existeix ara', per oposició a lex ferenda, que es referia a la llei futura.